# Lophoscutus affinis
Lophoscutus affinis är en insektsart som först beskrevs av Guérin-Méneville 1838.  Lophoscutus affinis ingår i släktet Lophoscutus och familjen rovskinnbaggar. Inga underarter finns listade i Catalogue of Life.